# Využití počítačů ve výuce
Využití počítačů ve výuce se začíná prosazovat od 80. let 20. století. V devadesátých letech došlo v České republice po otevření západních hranic k masovému rozšíření počítačů ve školách a k jejich propojování do počítačových sítí, které umožňují sdílet technické prostředky a zpřístupnit každému připojení k Internetu. Pro účely vzdělávání je snadná dosažitelnost informací z celého světa mimořádně přínosná.
Ve škole se výuka s využitím počítačů obvykle soustřeďuje do počítačových učeben, tedy učeben speciálně vybavených počítači a dalšími technickými prostředky.

## Počítačová učebna
Požadavky na počítačovou učebnu se liší podle toho, jaké předměty se v učebně mají vyučovat. Pokud jde o informatiku a práci s počítačem obecně, bude spíše důležitější výkon počítačů a aktuálnost programového vybavení. Naopak v případě výuky cizích jazyků bude důraz kladen na multimediální vybavení – sluchátka, reproduktory, mikrofony a výukové programy. Projektor je velkým přínosem pro všechny činnosti, kdy je nutné předvést žákům postup. Projektor doplněný o reprosoustavu lze rovněž využít k promítání filmů či prezentací a projektů studentů.
Existují tři hlavní možnosti uspořádání počítačů v učebně:
- Učebna ve tvaru U – učitel uprostřed. Žáci dobře vidí na učitele, za katedrou může být umístěno plátno a projektor. Učitel však nemá kontrolu nad všemi žáky, musí obcházet celou třídu.
- Učebna ve tvaru U – učitel chodí okolo stěn. Učitel má dobrý přehled o tom, co žáci dělají, žáci však nevidí na učitele, při výkladu a případném použití projektoru se musejí otáčet a hůře se jim opakuje to, co učitel ukazuje.
- Učebna v řadách lavic. Žáci dobře vidí na učitele, mohou pohodlně sledovat výklad. Pokud učitel přejde do zadní části učebny, má dobrý přehled o tom, co žáci dělají.

Další možné uspořádání počítačů v učebně:
- Uspořádání počítačů kolmo k tabuli. Výhody: do učebny lze umístit velký počet počítačů, časté využití v prostorově malých učebnách, jednoduchá instalace kabelových rozvodů. Nevýhody: žáci jsou k učiteli natočeni bokem, žáci se musí natáčet k tabuli, učitel nemá přehled o činnosti žáků (nevidí na všechny monitory).

- Uspořádání do obdélníku uprostřed učebny.  Výhody: dobrý přehled učitele o činnosti žáků, snadný přístup učitele k pracovištím žáků. Nevýhody: někteří (většina) žáci jsou k učiteli natočeni bokem nebo zády, při sledování plátna nebo tabule se musejí někteří (většina) žáci otáčet.